# Skuggtangara
Skuggtangara (Spodiornis rustica) är en fågel i familjen tangaror inom ordningen tättingar.

## Utseende
Skuggtangaran är en slank, 12,5 cm lång finkliknande fågel med lång och spetsig näbb och långa men rundade vingar. Hanen är mestadels blygrå, på buk och undergump ljusare. Vingovansidan är svartaktig med grå fjäderkanter, liksom stjärten. Ögat är brun, näbben svartaktig och benen mattbruna till svartaktiga. Honan är brunaktig ovan med svaga streck, sotfärgade vingar och stjärt med bruna fjäderkanter. Undersidan är smutsvit med en gulaktig ton, på bröstet streckad i olivgrönt. Den skiljer sig från liknande hona jakarinitangara genom större storlek, längre och mer trekantig näbb och kraftigare kropp.

## Utbredning och systematik
Skuggtangara delas in i fyra underarter med följande utbredning:
- uniformis – höglandet i södra Mexiko (Veracruz och Chiapas)
- barrilesensis – höglandet i Honduras, Costa Rica och västra Panama (Chiriquí)
- rusticus – norra Colombia till norra Venezuela, Ecuador, Peru och Bolivia
- arcanus – tepuis i södra Venezuela (Chimantá-tepui i Bolivar)

Underarten barrilesensis inkluderas ofta i uniformis.

### Släktestillhörighet
Denna art placerades tidigare tillsammans med enfärgad tangara i Haplospiza och vissa gör det fortfarande. Resultat från DNA-studier pekar mot att de inte är varandras närmaste släktingar, där skuggtangaran är systerart till spetsnäbbad tangara (Acanthidops bairdi) och enfärgad fink tillsammans. Skuggtangaran lyfts därför allt oftare ut i ett eget släkte, Spodiornis, alternativt behålls i Haplospiza, men att spetsnäbbad tangara förs dit i stället.

### Familjetillhörighet
Liksom andra finkliknande tangaror placerades denna art tidigare i familjen Emberizidae. Genetiska studier visar dock att den är en del av tangarorna.

## Status och hot
Arten har ett stort utbredningsområde, men tros minska i antal, dock inte tillräckligt kraftigt för att den ska betraktas som hotad. Internationella naturvårdsunionen IUCN listar därför arten som livskraftig (LC).